# سلطان علی سلطانی (سیاستمدار افغانستانی)
سلطان علی سلطانی (زاده: ۱۳۳۹ ولسوالی دره صوف، ولایت سمنگان) سیاست‌مدار افغانستانی و نماینده مردم سمنگان در دوره پانزدهم مجلس نمایندگان افغانستان است.

## زندگی‌نامه
سلطان علی سلطانی متولد ۱۳۳۹ از ولسوالی دره صوف ولایت سمنگان افغانستان است. وی دارای مدرک تحصیلی بکلوریا/دیپلم است.

## دیگر فعالیت‌ها
- فعالیت اجتماعی.[۱]